# Dieudonné Disi
Dieudonné Disi (Ntyazo, Butare, Sud, 24 de novembro de 1980) é um atleta ruandês que participa, a nível internacional, em corridas de meio-fundo longo e em maratonas. Esteve presente nos 10000 metros dos Jogos Olímpicos de Atenas 2004 e de Pequim 2008, onde foi, respetivamente, 17º e 19º classificado.
Ganhou a medalha de ouro nos 10000 metros e a de bronze nos 5000 metros dos Jogos da Francofonia de 2005. Foi sexto classificado nos Campeonatos Mundiais de meia-maratona em 2007 e 2008.
A sua melhor marca na maratona é de 2:12:51 e foi obtida na Maratona de Paris de 2009.